# اوکه لوندبری
اوکه لوندبری (انگلیسی: Åke Lundeberg; ۱۴ دسامبر ۱۸۸۸ – ۲۹ مهٔ ۱۹۳۹) تیرانداز اهل سوئد بود.
وی در مسابقات کشوری و بین‌المللی در مجموع برندهٔ ۲ مدال طلا، ۱ مدال نقره شده‌است.